# Alois Vyhňák
Alois Vyhňák (11. srpna 1919, Hodonín – 24. července 1994, Toronto) byl československý voják a příslušník výsadku Platinum – Pewter.

## Mládí
Narodil se 11. srpna 1919 v Hodoníně. Otec Antoním byl holičem, matka Jana, rozená Frolichová byla dělnice. Obecnou školu a čtyři třídy měšťanky absolvoval v Brumovicích, kam se rodina přestěhovala. Aby nemusel podle matčina přání nastoupit do kněžského semináře, opustil domov. Vyučil se pekařem. Po okupaci Čech a Moravy odešel na práci do Říše, kde pracoval v Linci jako pekař a instalatér.

## V exilu
9. března 1940 se přes Štýrský Hradec dostal do Jugoslávie a odtud přes Řecko do Francie. Po prezentaci u československého zahraničního vojska byl zařazen k ženistům, bojů o Francii se ale nezúčastnil. Po pádu Francie byl 7. července 1940 evakuován do Anglie.
V Anglii byl znovu zařazen k ženijní rotě a 28. října 1940 byl povýšen na svobodníka. Od 20. dubna do 18. května 1941 absolvoval vodní výcvik a po zařazení do výcviku pro plnění zvláštních úkolů absolvoval od 19. září 1941 do 7. dubna 1944 (s přestávkami) základní sabotážní kurz, parakurz, pokračovací vodní výcvik. Dále potom absolvoval kurz poddůstojníků a po povýšení na desátníka další vodní kurz. Poté prošel dalším sabotážním výcvikem, střeleckým kurzem a kurzem průmyslové sabotáže. Po povýšení na četaře absolvoval výcik v civilním zaměstnání. Prodělal konspirační cvičení, dokončovací sabotážní kurz a kurz Eureky a S-Phone. Po dokončovacím kurzu prodělal se skupinou spojovací cvičení. Po povýšení na rotného absolvoval ještě kurz pro příjem letounů a opakovací parakurz. 2. května 1944 byl přesunut do Itálie na vyčkávací stanici.

## Nasazení
V noci ze 16. na 17. února 1945 byl společně s ostatními vysazen u Nasavrk. Podílel se na udržování radiové spojení s Anglií a další odbojové činnosti.

## Po válce
11. června 1945 byl přidělen na hlavní štáb MNO. 23. června byl povýšen na podporučíka a krátce nato na poručíka. Koncem ledna 1946 byl povýšen na nadporučíka. V roce 1946 se oženil s Angličankou, z manželství vzešly dvě dcery a syn. Od února 1946 působil jako telegrafista na československém velvyslanectví v Paříži. 1. října 1946 byl na vlastní žádost propuštěn z armády.
Po únoru 1948 se odmítl vrátit s rodinou do vlasti. Z Paříže odjel do Anglie, kde pracoval v rodinném hotelu a dále u elektrotechnické firmy. V roce 1956 se s rodinou odstěhoval do Kanady, kde v Torontu nastoupil u japonské elektrotechnické firmy. V roce 1964 začal působit na torontské univerzitě. Zde založil jazykovou laboratoř.
16. října 1990 byl povýšen na podplukovníka pěchoty. Zemřel 27. dubna 1994 v Torontu.

## Vyznamenání
- 1944 -  Pamětní medaile československé armády v zahraničí se štítky Francie a Velká Británie
- 1945 -  Československý válečný kříž 1939
- 1945 -  Československá medaile za zásluhy I. stupně
- 1945 -  Československá medaile Za chrabrost před nepřítelem